# Аслани, Косоваре
Косоваре Аслани (алб. Kosovare Asllani; род. 29 июля 1989, Кристианстад) — шведская футболистка косоварского происхождения, нападающая клуба «Лондон Сити Лайонессес» и сборной Швеции. Серебряный призёр Олимпийских игр 2016 года в Рио-де-Жанейро.

## Карьера
Родители Аслани — косовары, эмигрировавшие в Швецию. В детстве занималась футболом и хоккеем. В 15 лет начала выступления за клуб «Виммербю», в составе которого забила 49 мячей в 48 матчах. Бывший тренер футболистки, Сесилия Вильхельмссон, отмечала её технику и физические данные. Талантливая футболистка получила несколько предложений и подписала контракт с «Линчёпингом».
В основном составе «Линчёпинга» закрепилась в 2008 году. В 2009 в составе команды стала обладателем кубка Швеции, а также выиграла чемпионат. 4 декабря 2009 года подписала контракт с клубом WPS — «Чикаго Ред Старс».
В США провела один сезон, по завершении которого вернулась обратно в «Линчёпинг».
В декабре 2011 года перешла в «Кристианстад». За месяц до окончания контракта с клубом, получила предложение от «Пари Сен-Жермен», с которым и подписала договор в сентябре 2012 года. Презентацию футболистки проводили спортивный директор клуба Леонардо и форвард Златан Ибрагимович, заявивший: «Если вы хотите побеждать, то вам нужен шведский нападающий». В сезоне 2012/13 в составе клуба Аслани забила 17 мячей в 19 матчах. 4 января 2016 в Instagram объявила о своём уходе из «Пари Сен-Жермен», за который выступала в течение четырёх лет.
22 января 2016 года подписала двухлетний контракт с «Манчестер Сити».
10 августа 2017 года объявила о своём возвращении в «Линчёпинг», подписав контракт на два с половиной года.

## Сборная
В составе сборной Швеции дебютировала в сентябре 2008 года в матче против Румынии. В 2009 году вошла в заявку команды на чемпионат Европы.
По решению тренера сборной Томаса Деннербю не вошла в заявку на чемпионат мира в 2011 году.
Выступала за национальную команду на Олимпиадах 2012 и 2016.
В 2017 году вошла в состав сборной на чемпионат Европы.
На мировом первенстве 2019 года, который проходил в июне во Франции, Аслани в первом матче сборной Швеции против Чили на 83-й минуте забила первый гол матча, что в итоге принесло её команде победу (2:0). Во втором матче сборной Швеции против Таиланда она вновь забила гол на 19-й минуте поединка, в итоге была одержана победа (5:1). В матче за третье место против сборной Англии на 11-й минуте забила гол, а её сборная победила 2:1.

## Достижения

### Клубы
Линчёпинг:
- Чемпионат Швеции: 2009
- Суперкубок Швеции: 2009
- Кубок Швеции: 2008, 2009

Манчестер Сити:
- Чемпионат Англии: 2016
- Кубок Англии: 2016

### Сборная
Швеция:
- Серебряный призёр Олимпиады 2016
- Серебряный призёр Олимпиады 2020

## Личная жизнь
За игровые способности и балканское происхождение Аслани часто сравнивают со Златаном Ибрагимовичем.
Имеет две татуировки — двуглавый орёл, символизирующий Албанию, на лодыжке и слова «Stay Strong» на правой руке.